# キミはイケメン。
『キミはイケメン。』は、けんもちまよが2000年代に発表したブログ、およびウェブコミック作品。
2005年9月よりアメーバブログで開始された、作者の彼氏の失態を描く4コマ漫画。2008年4月26日に竹書房より書籍化された。副題「リバティ男観察日記」。
クリック数基準のブログランキングで「50位以内に入ったらブログのことを彼氏本人に打ち明ける」と予告する手法でクリック数を獲得し、注目を集めたという。

## 登場人物
まよ
血液型A型の長女でデザイナー。「キミはイケメン。」の管理人。ケンと付き合い始める。
ケン
まよの彼（今は旦那）血液型O型、末っ子。リバティでイケメン。

## 書誌情報
- キミはイケメン。 - 竹書房2008年5月発行。ISBN 9784812434574